# Aphis limonicola
Aphis limonicola är en insektsart som beskrevs av Pashtshenko 1993. Aphis limonicola ingår i släktet Aphis och familjen långrörsbladlöss. Inga underarter finns listade i Catalogue of Life.